# B G Matsson
B G Matsson var ett skinnföretag i Malung. Företaget grundades 1929 av Lennart Matsson för tillverkning av skidstavar under namnet BG Matsson då fadern Bondper Gottfrid Matsson var firmatecknare. På 1930-talet började bolaget med skinnplagg. Lennart Matsson dog i tuberkulos och hans syster tog då över företaget. Hennes son Sven-Lennart Skinnar tog 1949 steget in i bolaget och blev chef. Sedermera kom bolaget att inrikta sig på mode och då särskilt dammode. Bland annat levererades skinnkläder till Harrods.
B G Matsson öppnade senare en fabrik i Bollebygd och när branschen var tvungen att rationalisera lades fabriken i Malung ner och en fabrik startades i Borås.